# Adam Christian Agricola
Adam Christian Agricola (ur. 24 grudnia 1593 w Cieszynie, zm. 29 maja 1645 w Królewcu) – kaznodzieja ewangelicki.
Był synem Jana. Uczył się kolejno w Cieszynie, we Wrocławiu, a od 1612 roku studiował w Lipsku. Od 1616 roku nauczyciel w Cieszynie, w 1619 roku zdobył tytuł doktora filozofii na Uniwersytecie we Frankfurcie nad Odrą. W 1620 roku kaznodzieja wojskowy Jana Jerzego Karniowskiego i kaznodzieja w Cieszynie, od 1622 w Meklemburgii, od 1636 w Królewcu. Autor publikacji religijnych.